# Kathleen Lorenz
Kathleen Lorenz (* 11. September 1984 in Waltershausen in Thüringen) ist eine ehemalige deutsche Skeletonpilotin.
Kathleen Lorenz vom BSR Rennsteig Oberhof begann von 1998 bis 2002 zunächst mit dem Rennrodeln, wechselte dann aber zum Skeleton. Ihre ersten Rennen bestritt sie auf nationaler Ebene. 2004 wurde sie Sechste bei den nationalen Meisterschaften, ihre bislang beste Platzierung in diesem Wettbewerb, zudem wurde sie hinter Julia Eichhorn Zweite der Deutschen Juniorenmeisterschaften. Lorenz gab im Januar 2004 ihr internationales Debüt in einem Skeleton-Europacup-Rennen in Igls, wo sie als Vierte ins Ziel kam. Bei den folgenden Juniorenweltmeisterschaften in Winterberg gewann sie den Titel. Zur nächsten Saison startete sie erneut im Europacup. In Altenberg wurde sie im Dezember 2004 Zweite hinter Anja Huber. In der Gesamtwertung des Wettbewerbs wurde sie schließlich Dritte. Bei den nationalen Juniorenmeisterschaften kam sie als Dritte wieder aufs Podest. 2005 gewann sie in Winterberg erneut die Juniorenweltmeisterschaften. In der Saison 2005/06 wurde sie erneut Dritte der Gesamtwertung im Europacup, bestes Ergebnis war ein zweiter Platz in Königssee, in der folgenden Saison wurde sie hinter Marion Trott Zweite und gewann in Igls ihr erstes Europacuprennen. Auch die beiden folgenden Rennen in Königssee und Cesana konnte Lorenz für sich entscheiden. Ab der Saison 2008/09 startete sie im Jahr zuvor neu geschaffenen Skeleton-Intercontinentalcup. Fast immer erreichte sie hier in den beiden folgenden Jahren einstellige Resultate. Im November 2009 gewann sie in Winterberg ihr erstes Rennen in der Serie. Weitere Siege folgten in Lake Placid und Park City. Am Ende der Saison 2009/10 gewann sie die Gesamtwertung.
| Personendaten    | Personendaten                                  |
| ---------------- | ---------------------------------------------- |
| NAME             | Lorenz, Kathleen                               |
| KURZBESCHREIBUNG | deutsche Skeletonpilotin                       |
| GEBURTSDATUM     | 11. September 1984                             |
| GEBURTSORT       | Waltershausen, Deutsche Demokratische Republik |